# The Desired Woman (film, 1927)
Pour les articles homonymes, voir The Desired Woman.
Pour plus de détails, voir Fiche technique et Distribution.
The Desired Woman est un film muet américain réalisé par Michael Curtiz et sorti en 1927.

## Fiche technique
- Titre original et français : The Desired Woman
- Réalisation : Michael Curtiz
- Scénario : Anthony Coldeway, d'après une histoire de Darryl F. Zanuck
- Photographie : Conrad Wells (en)
- Producteur : Darryl F. Zanuck
- Société de production : Warner Bros.
- Société de distribution : Warner Bros.
- Pays de production :  États-Unis
- Langue : anglais
- Durée : 70 minutes
- Date de sortie :
  - États-Unis :27 août 1927

## Distribution
- Irene Rich : Diana Maxwell
- William Russell : Capitaine Maxwell
- William Collier Jr. : Lieutenant Larry Trent
- Douglas Gerrard : Fitzroy
- Jack Ackroyd : Henery
- John Miljan : Lieutenant Kellogg
- Richard Tucker : Sir Sydney Vincent